# الأميرة العروس (فلم)
الأميرة العروس  (بالإنجليزية: The Princess Bride) هو فيلم مغامرة تم إنتاجه في الولايات المتحدة وصدر في سنة 1987. الفيلم من إخراج روب راينر.

## طاقم التمثيل
- روبين رايت
- أندريه العملاق
- والاس شون
- بيلي كريستال
- بيتر كوك

## الميزانية والإيرادات
بلغت تكلفة إنتاج الفيلم حوالي 16 مليون دولار بينما حقق أرباحا تقدر بـ 30,857,814 دولار.

## وصلات خارجية
- مقالات تستعمل روابط فنية بلا صلة مع ويكي بيانات

1. ↑  جانيت ماسلين (25 سبتمبر 1987). "New York Times review". مؤرشف من الأصل في 2019-12-11. {{استشهاد ويب}}: |archive-date= / |archive-url= timestamp mismatch (مساعدة)
2. ↑  "Best of '87", Time, January 4, 1988. نسخة محفوظة 25 أغسطس 2013 على موقع واي باك مشين. [وصلة مكسورة]
3. ↑  "AFI.com Error" (PDF). afi.com. مؤرشف من الأصل (PDF) في 28 سبتمبر 2018. اطلع عليه بتاريخ أكتوبر 2020. {{استشهاد ويب}}: تحقق من التاريخ في: |تاريخ الوصول= (مساعدة)